# Daniel Wall
Daniel Wall (* 1966 in Karlsruhe) ist ein deutscher Unternehmer. Er war bis Dezember 2015 Vorstandsvorsitzender und Aktionär der Wall AG mit Unternehmenssitz in Berlin. Seit 2016 ist er als Investor mit Sitz in Berlin tätig.

## Werdegang
Daniel Wall stieg 1984 in das noch junge Unternehmen seines Vaters Hans Wall ein, der im selben Jahr den Hauptsitz der Wall AG von Karlsruhe nach Berlin verlegte. Mitte der 90er Jahre übernahm Daniel Wall den Aufbau des unternehmenseigenen Produktionswerkes Velten in Brandenburg und leitete die Produktion sowie Entwicklungsabteilung. Er trieb die internationale Expansion des Hauses voran. Diverse Start-ups als Tochtergesellschaften der Wall AG wurden von ihm begleitet (z. B. in Boston/USA). 1999 wurde er Vorstand Marketing und Vertrieb. Im Januar 2007 wurde Wall als Nachfolger seines Vaters zum neuen Vorstandsvorsitzenden der Wall AG bestellt und leitete damit die Geschäfte der Wall AG in Deutschland wie auch der Türkei. Sein Vater übernahm den Vorsitz des Aufsichtsrats, den er bis zum Frühjahr 2012 innehatte. 2009 verkaufte sein Vater die Mehrheit der Anteile an den Konzern JCDecaux. Seit Januar 2012 verantwortete Daniel Wall neben dem Vorstandsvorsitz der Wall AG auch den Vorstandsbereich Technik.
Nach dem Ausstieg aus der Wall AG und dem gleichzeitigen Verkauf seiner Anteile gründete Daniel Wall mit seiner Ehefrau Stefanie Wall das Unternehmen Two Walls GmbH in Berlin. Two Walls investiert in Unternehmen/Start-ups insbesondere in den Bereichen Werbevermarktung, neue Werbetechnologien und nachhaltige Geschäftsmodelle.

## Engagement
Wall unterstützt zahlreiche Projekte im sozialen, kulturellen und städtischen Bereich, dort besonders in den Bereichen der Kinder- und Jugend- sowie der Kulturförderung. Hervorzuheben sind sein Engagement im Stiftungsrat des Museum für Naturkunde Berlin und seine Spende des größten Chanukka Leuchters Europas am Brandenburger Tor.